# Karin Putsch-Grassi

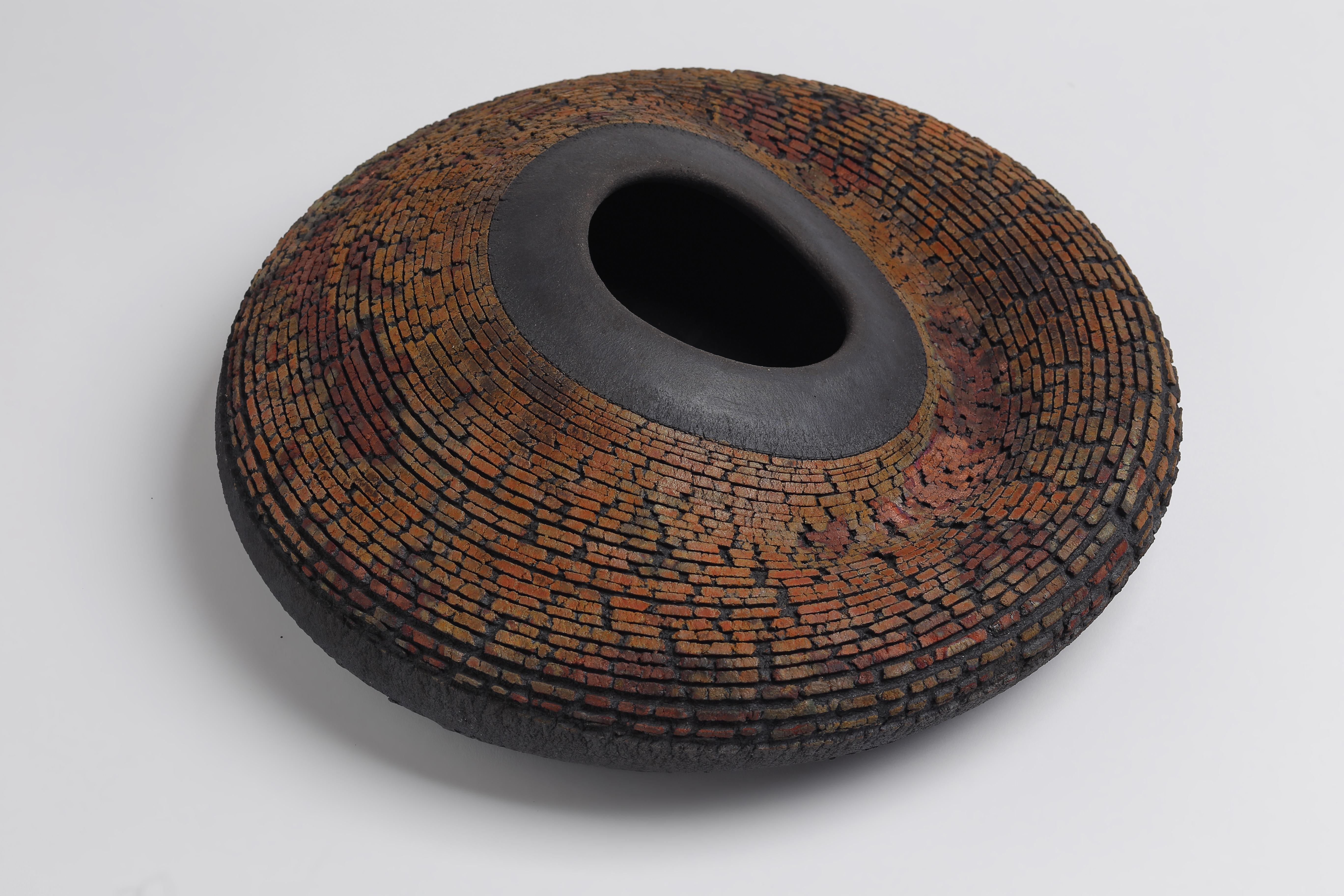
Arbeit von Karin Putsch-Grassi

Karin Putsch-Grassi (* 1. Oktober 1960 in Wuppertal) ist eine deutsche Keramikerin.

## Leben
Nach einem Praktikum im Studio von Albrecht Kiedaisch in Tübingen studierte sie ab 1982 Keramik am "Istituto statale d’Arte” in Florenz bei Salvatore und Stefano Cipolla
. Sie eröffnete anschließend ihr eigenes Studio und experimentierte mit verschiedenen lokalen Tonsorten, Glasuren und Brenntechniken. Nach dem Besuch von Workshops von John Colbeck absolvierte sie ein Aufbaustudium am Goldsmiths College der University of London.
Weitere Anregungen für ihre Arbeit erhielt sie auf Seminaren bei Takeshi Yasuda, Ruthanne Tudball, Wally Keeler und Daphne Corregan. Sie gewann diverse Auszeichnungen und erlangte besondere Bekanntheit durch ihre Arbeiten in Raku-Technik. Ihre Werke werden regelmäßig in internationalen Ausstellungen gezeigt und finden sich in verschiedenen europäischen Museen und privaten Sammlungen.
Die künstlerische Entwicklung von Putsch-Grassi ist geprägt durch immer neue Impulse in der Auseinandersetzung mit verschiedenen Materialien und Techniken sowie das vielfältige Verhältnis von Form und Oberfläche. Die von ihr “CUT & STRETCH” genannte Technik arbeitet mit Einschnitten in die Oberfläche, die anschließend gezogen und gedehnt werden. Durch die ungleichmäßige Dicke und Konsistenz des Tons entstehen dabei unplanbare Spalten und Fissuren.
Karin Putsch-Grassi lebt mit ihrer Familie in Reggello in der Toskana.

## Auszeichnungen (Auswahl)
- 2012 Erster Preis “Rassegna Internazionale di Ceramica Contemporanea”, Albissola Marittima[11]
- 2016 Zweiter Preis "Ceramic & Colours Award", Faenza[12]
- 2021 Dritter Preis 2021 "Premio MIDeC per Design Ceramico", Cerro di Laveno Mombello[13]

## Dokumentation in Publikationen
- Ray Hemachandra, Jim Romberg: 500 Raku. Bold Explorations of a Dynamic Ceramics Technique, New York 2011, ISBN 978-1-60059-294-2
- Linda Kopp: The Best of 500 Ceramics. Celebrating a Decade in Clay, New York 2012, ISBN 978-1-4547-0141-5
- Duncan Hooson, Anthony Quinn: The Workshop Guide to Ceramics: A Fully Illustrated Step-by-Step Manual. Techniques and Principles of Design, Hauppauge 2012, ISBN 978-0-7641-6461-3
- Edoardo Pilia. Ceramica Artistica: materiali, tecniche, storia,  ISBN 978-1-7180-7690-7, pp. 98–99
- Ray Hemachandra and Julia Galloway. 500 Vases: Contemporary Explorations of a Timeless Form, Lark Books, ISBN 978-1-60059-246-1, pp. 68, 272